# 14 Canis Minoris
14 Canis Minoris, som är stjärnans Flamsteed-beteckning, eller HD 65345, är en ensam stjärna, belägen i den södra delen av stjärnbilden Lilla hunden. Den har en skenbar magnitud av ca 5,30 och är svagt synlig för blotta ögat där ljusföroreningar ej förekommer. Baserat på parallaxmätning inom Hipparcosuppdraget på ca 13,5 mas, beräknas den befinna sig på ett avstånd på ca 242 ljusår (ca 75 parsek) från solen. Den rör sig bort från solen med en heliocentrisk radialhastighet på ca 43 km/s. Stjärnan har en relativt stor egenrörelse och rör sig över himlavalvet med en vinkelhastighet av 0,188 bågsekunder per år.

## Egenskaper
14 Canis Minoris är en orange till gul jättestjärna av spektralklass G8 IIIb och ingår i röda klumpen, vilket betyder att den redan har genomgått heliumflash och genererar energi genom termonukleär fusion av helium i dess kärna. Den har en massa som är ca 2,5 solmassor, en radie som är ca 8,7 solradier och utsänder från dess fotosfär ca 48 gånger mera energi än solen vid en effektiv temperatur av ca 5 100 K.